# Tsuyoshi Doumoto
Tsuyoshi Doumoto (堂本剛 Dōmoto Tsuyoshi), född 10 april 1979, japansk skådespelare och musiker. Sångare i bandet Kinki Kids. Känd för huvudroller i TV-serier som Summer Snow och To Heart.